# Jean de Beaugency
Jean de Beaugency ou de Beaugency, mort en 1088, est le premier seigneur de La Flèche, où il fonde une forteresse sur les rives du Loir en 1051. Son fils Élie de La Flèche deviendra comte du Maine.

## Biographie
Jean de Beaugency est le deuxième fils de Lancelin Ier, seigneur de Beaugency et de son épouse Paule du Maine, la fille d'Herbert Ier Éveille-Chien, comte du Maine. En 1051, il fait élever une forteresse dans sa seigneurie de La Flèche, qu'il tient de son mariage,. Bâtie sur pilotis sur les rives du Loir, à l'emplacement de l'actuel château des Carmes, la forteresse s'étend sur trois îles reliées par des arches et dont les fortifications sont renforcées par un réseau de canaux artificiels. Jean de Beaugency souhaite ainsi détourner une partie du trafic commercial du chemin médiéval allant de Blois à Angers par cet endroit afin de contraindre les marchands à payer un droit de passage. Les dimensions de l'édifice sont suffisamment grandes pour qu'il contienne une armée.
Pour administrer sa seigneurie, dont relève alors trente-trois vassaux, Jean de Beaugency nomme un sénéchal. À partir de 1060, cette charge est confiée à titre héréditaire à la famille de Cleers. Dans la lutte qui oppose Foulques IV le Réchin, comte d'Anjou, à Guillaume le Conquérant, roi d'Angleterre et duc de Normandie, Jean de Beaugency, bien que vassal du premier, choisit de soutenir le second. La Flèche est alors menacée et la forteresse est assiégée en 1078 par les troupes de Foulques IV. Guillaume le Conquérant envoie une armée pour soutenir son allié mais le combat est finalement évité par la médiation de plusieurs hommes d'église dont l'évêque Odon de Bayeux. La paix est finalement conclue sur un terrain proche de La Flèche appelé Blanche-Lande ou Lande de la Bruère, sur le territoire de l'actuelle commune de Thorée-les-Pins. Pour autant, cette paix est de courte durée et Foulques IV assiège de nouveau la forteresse en 1081 et finit par la brûler,.
En 1087, Jean de Beaugency fait don aux moines bénédictins de l'abbaye Saint-Aubin d'Angers de la chapelle de son château, de même que de l'église Saint-Odon, située plus à l'est dans la paroisse voisine de Sainte-Colombe. Il meurt en 1088 et est inhumé dans cette même abbaye.
Par son mariage avec Herberge d'Este, Jean de Beaugency a sept enfants. Les deux aînés, Goisbert et Enoch, se font moines après avoir combattu. Le troisième, Élie de La Flèche, prend sa succession et deviendra comte du Maine en 1093. Les quatre autres enfants, Geoffroy, Lancelin, Million et Guillaume, meurent prématurément.